# När fyr
När fyr är belägen på Närsholmen utanför När på sydöstra Gotland. Bebyggelsen är byggnadsminnesförklarad som statligt byggnadsminne sedan den 5 juni 2008.

## Historik
Sedan fyren på Faludden tänts år 1867 hade sjöolyckorna betydligt minskat längs sydöstra delen av Gotlands kust. Fortfarande kom dock många fartyg för nära kusten och grundstötte söder om Närsholmen. År 1871 hemställde därför landshövdingen på Gotland, Henrik Gyllenram, hos Kungl. Maj:t om förbättring av fyrbelysningen på Gotlands sydöstra kust. Antingen skulle ljusstyrkan i Faluddens fyr förbättras eller önskades en ny fyr utanför Ronehamn. Lotsdirektören föreslog en fyr på Närsholmen, vilket godkändes av Kungl. Maj:t år 1871.
År 1872 anlades fyrplatsen och fyren utgjordes av ett runt järntorn, cirka 16 meter högst, med en linsapparat av tredjeordningen och tillhörande lanternin. Fyrtornet målades rött med tre horisontella vita band. Tornet ritades av fyringenjörerna E.G. Höjer och A.T. Gellerstedt. Dessutom ingick ett bostadshus, ett uthus med ett vidbyggt avträde, en källare och en brunn. Bostadshuset tillverkades av snickerifabriken Bark & Warburg. År 1875 inhägnades tomten med en stenmur och 1881 byggdes en båtbrygga.

## Beskrivning
Fyrtornet ersatte en båk, som funnits på Stångudden, den yttersta spetsen av Närsholmen. Tornet är formgivit av arkitekten Jon Höjer. Fyrplatsen ägs av staten och fyren förvaltas av Sjöfartsverket, medan fyrvaktarbostaden förvaltas av Statens fastighetsverk. 
Fyren var ursprungligen utrustad med en roterande Fresnel-lins av tredje ordningen och en fotogenlampa för belysningen. År 1936 fick fyren en mindre roterande lins och 1961, då fyren blev elektriskt driven och automatiserad, byttes linsen till en modern trumlins. Fyren har även varit utrustad med en bifyr, som på 1930-talet ersattes av en röd sektor i huvudfyren. Fyrens karaktär är intermittent – den lyser under en längre period än den är släckt.

## Galleri

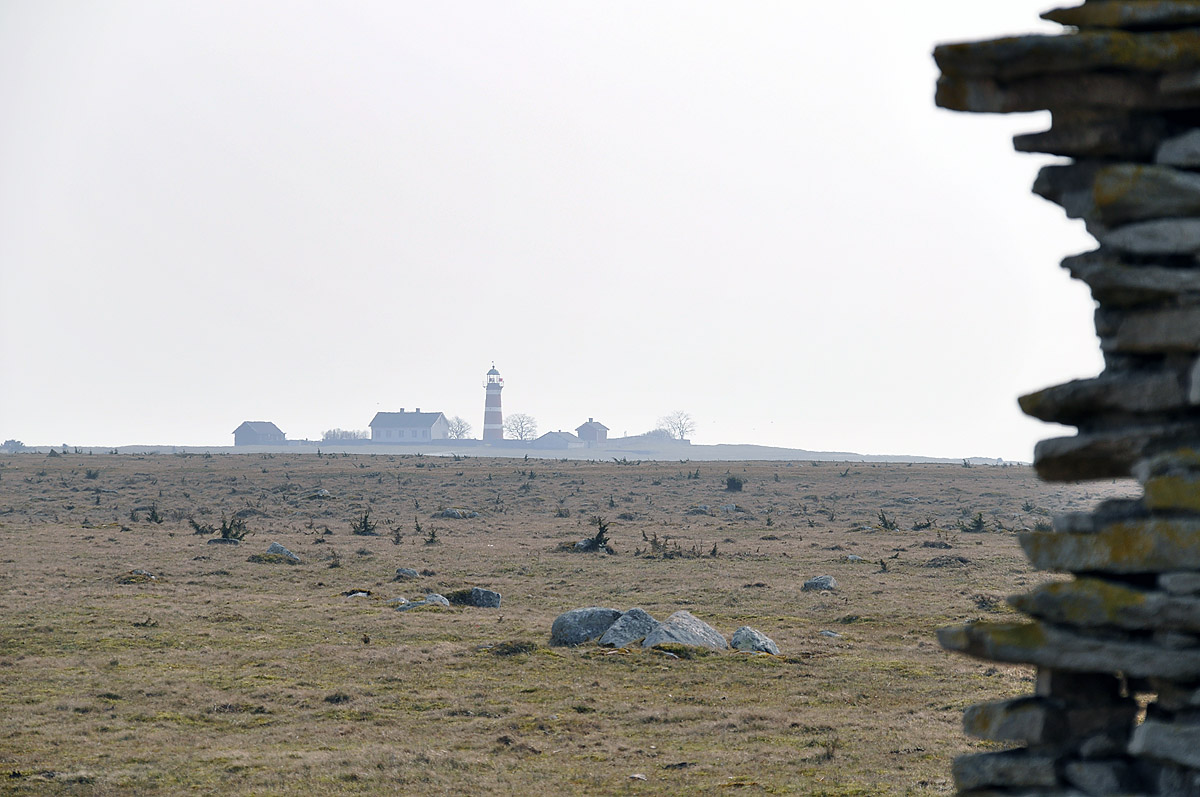
Fyrplatsen sedd på avstånd.
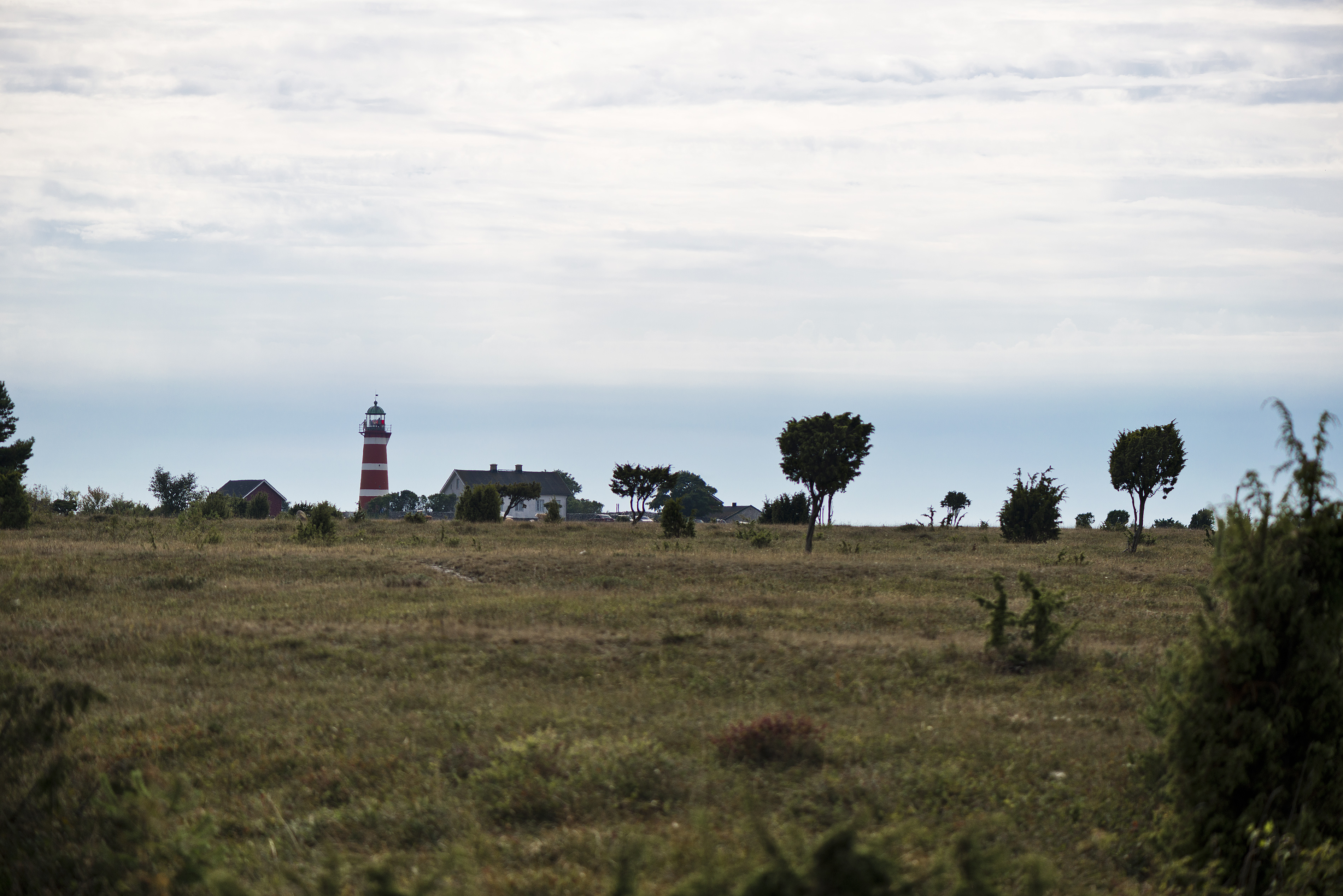
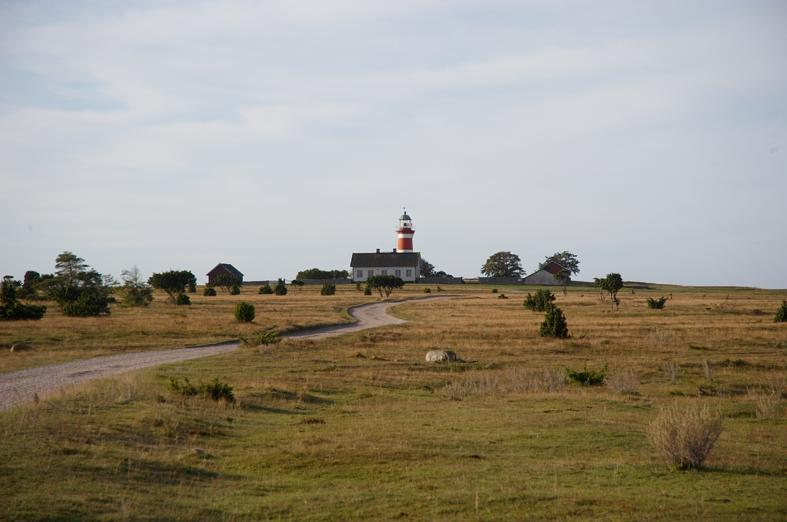
Fyrplatsen på avstånd.
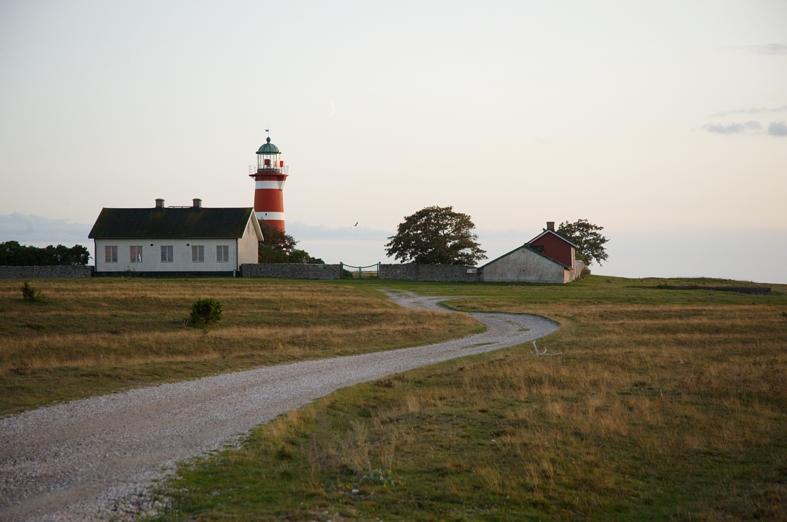
Fyrplatsen på nära håll.
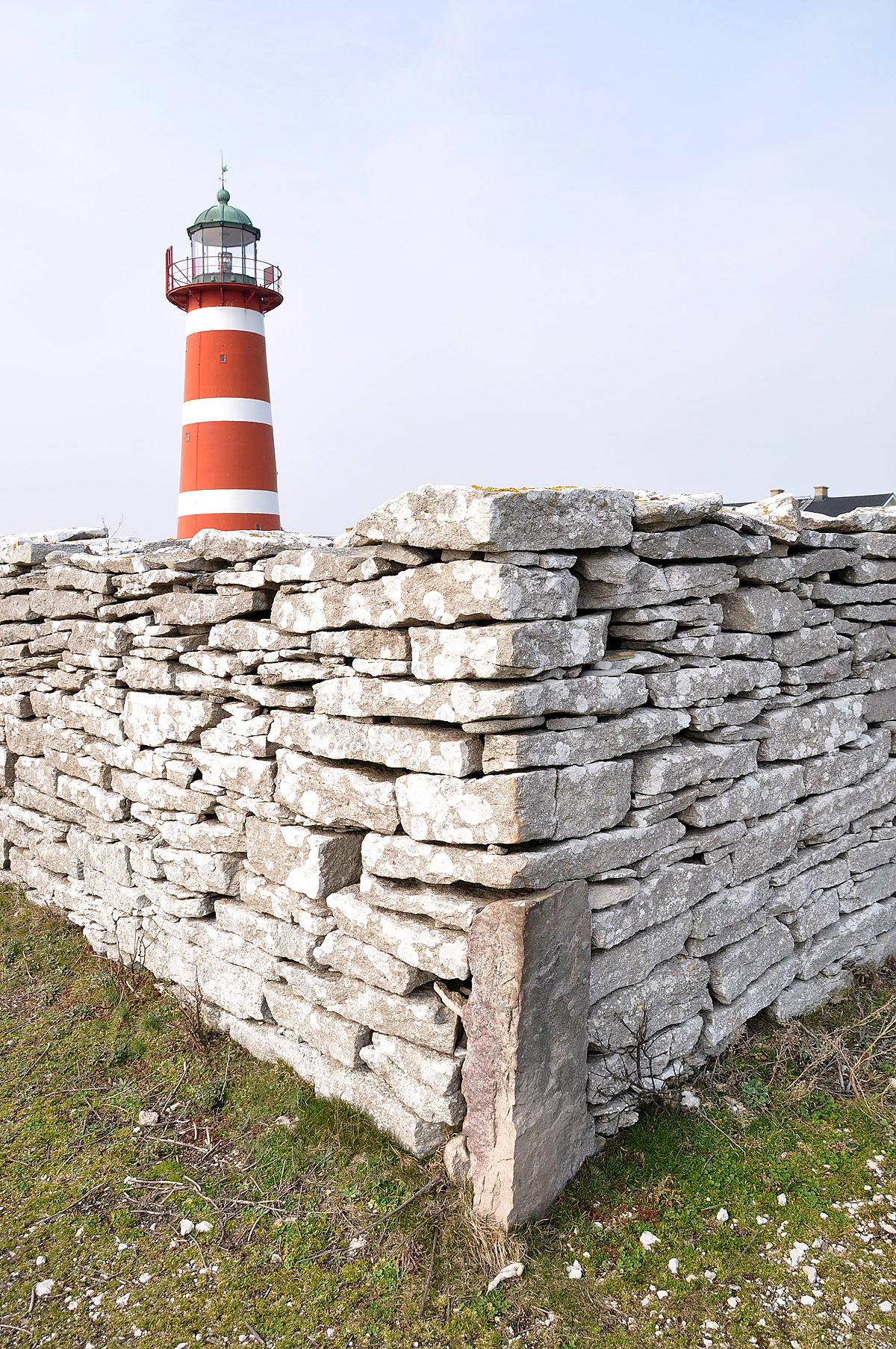
Stenmur i närheten av tornet.
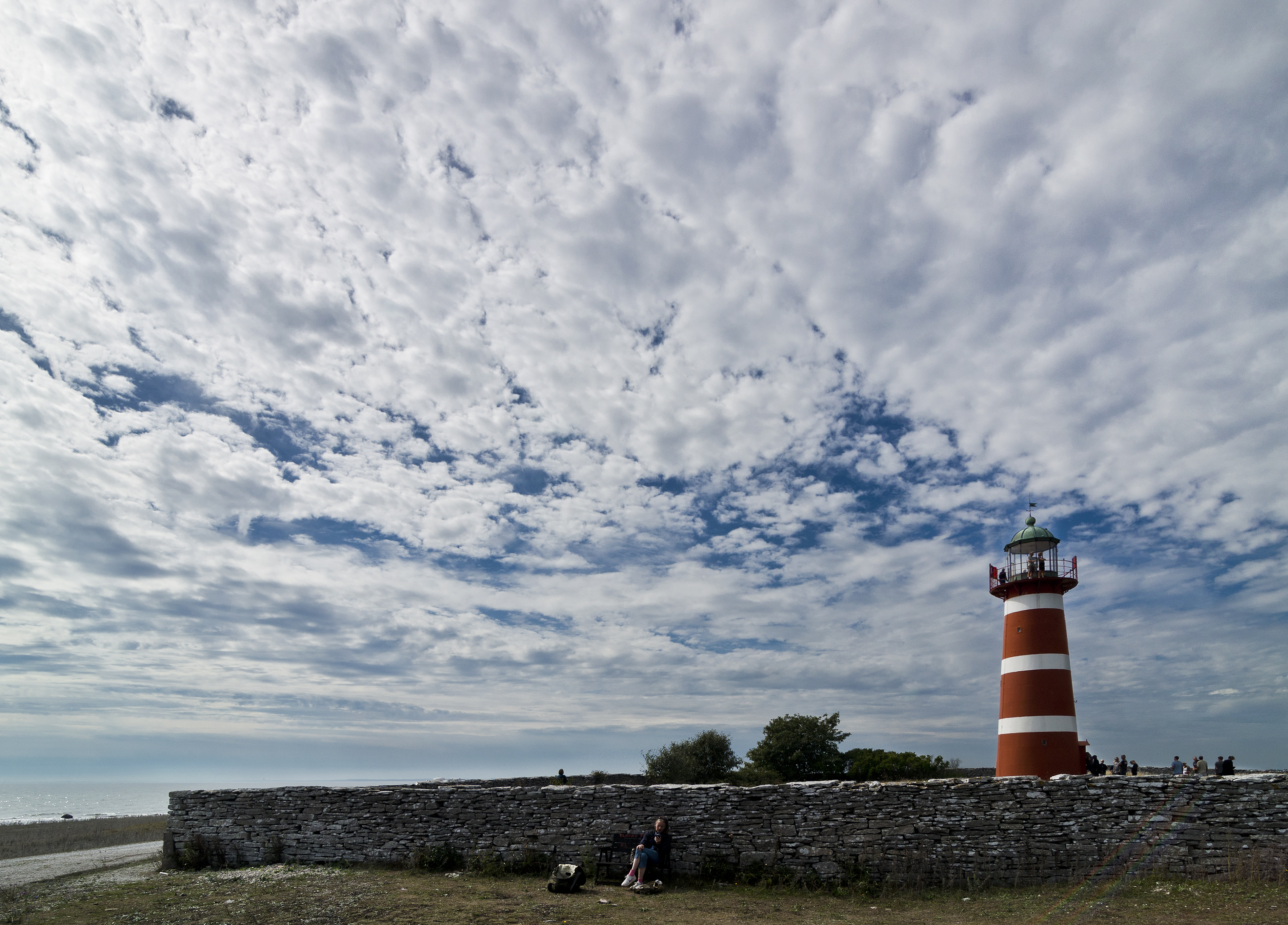